# Сеїдов Гасан Алі огли
Гасан Алі огли Сеїдов (1906, місто Ерівань, тепер Єреван, Вірменія — 8 червня 1999, місто Баку, тепер Азербайджан) — радянський державний діяч, 2-й секретар ЦК КП (б) Азербайджану, 1-й заступник голови Ради міністрів Азербайджанської РСР, голова Бакинського облвиконкому. Депутат Верховної ради СРСР 2—5-го скликань. Кандидат сільськогосподарських наук (1934).

## Життєпис
Народився в бідній родині робітника в 1906 (за іншими даними — 1908) році. Дитячі та юнацькі роки провів у місті Тифлісі (Тбілісі), де навчався в школі та вступив до комсомолу.
З 1925 року працював робітником текстильної фабрики імені Леніна (кол. Тагієва) в Баку.
Член ВКП(б) з 1928 року.
У 1928—1931 роках — студент сільськогосподарського факультету Азербайджанського політехнічного інституту в місті Гянджі. Одночасно, з 1929 року працював у Азербайджанському республіканському управлінні Держстраху.
У 1931 році — агроном Огузького (Варташенського) районного земельного управління Азербайджанської РСР.
У 1931—1934 роках — аспірант Всесоюзного науково-дослідного інституту добрив і ґрунтознавства в Москві.
У 1934—1937 роках — завідувач агрохімічного відділу Азербайджанської станції хімізації.
У 1937—1942 роках — директор Азербайджанського науково-дослідного інституту бавовництва в місті Кіровабаді; директор Азербайджанського сільськогосподарського інституту в місті Кіровабаді.
У 1942—1943 роках — голова виконавчого комітету Кіровабадської міської ради депутатів трудящих Азербайджанської РСР.
У травні 1943—1944 роках — завідувач сільськогосподарського відділу ЦК КП(б) Азербайджану.
У 1944 — травні 1946 року — 3-й секретар ЦК КП(б) Азербайджану.
У травні 1946 — червні 1950 року — 2-й секретар ЦК КП(б) Азербайджану.
У червні 1950 — 1951 року — 1-й заступник голови Ради міністрів Азербайджанської РСР.
У вересні 1951 — 1952 року — слухач Курсів перепідготовки при ЦК ВКП(б) у Москві.
У квітні 1952 — квітні 1953 року — голова виконавчого комітету Бакинської обласної ради депутатів трудящих.
У квітні 1953 — березні 1955 року — голова Державної планової комісії при Раді міністрів Азербайджанської РСР.
У березні 1955 — 1959 року — міністр сільського господарства Азербайджанської РСР.
У 1959—1962 роках — постійний представник Ради міністрів Азербайджанської РСР при Раді міністрів СРСР.
З 1970 року — персональний пенсіонер у місті Баку. З 1972 року працював старшим консультантом Інституту проєктного землеустрою Азербайджанського державного земельного комітету.

## Нагороди
- два ордени Леніна
- два ордени Трудового Червоного Прапора
- орден «Знак Пошани»
- мндалі